# Ausländerregelung
Als Ausländerregelung bezeichnet man im Mannschaftssport die Vorgaben eines nationalen oder internationalen Sportverbandes über die Möglichkeit, ausländische Sportler in einem Wettbewerb einzusetzen.

## Vereinbarkeit mit europäischem Recht
Eine wesentliche juristische Rahmenbedingung für den europäischen Profisport ist die Bosman-Entscheidung des Europäischen Gerichtshofes (EuGH) aus dem Jahr 1995, die Profi-Fußballern innerhalb der Europäischen Union die übliche Arbeitnehmerfreizügigkeit zusprach und bestehende Ausländerregelungen zu Fall brachte, soweit sie Ausländer aus anderen EU-Staaten betrafen. Die Bosman-Entscheidung hat nicht nur Auswirkungen im Bereich Fußball, sie betrifft auch die Ausländerregelung aller anderen Sportarten mit Profibetrieb.

## Ausländerregelungen im Fußball

### 1. und 2. Bundesliga

#### Reglement
In Deutschland wurden die Regeln bezüglich des Einsatzes von Ausländern in der Vergangenheit mehrfach geändert. Maßgeblich sind für Profivereine die Vorgaben der Deutschen Fußball Liga (DFL) hinsichtlich der Mindestanzahl von deutschen sowie in Deutschland und beim Verein ausgebildeten Lizenzspielern.
Anfangs durften in der Bundesliga nur zwei Spieler ohne deutsche Staatsangehörigkeit eingesetzt werden, ab 1992 waren drei erlaubt. Zur Saison 2006/07 wurden die Beschränkungen für den Einsatz von Spielern anderer Staatsangehörigkeit durch eine Einigung zwischen der DFL und dem DFB generell aufgehoben.
 Der Einsatz von Spielern aus EU-Staaten und UEFA-Mitgliedsländern in der Fußball-Bundesliga und der 2. Fußball-Bundesliga war schon zuvor in unbegrenzter Anzahl zulässig. In der Saison 2004/05 durften außerdem fünf nicht-europäische Spieler unter Vertrag genommen werden, 2005/06 waren es vier, 2006/07 sollten es nur noch drei sein.
Bei jedem Club der 1. und 2. Bundesliga müssen zwölf deutsche Lizenzspieler unter Vertrag stehen. Außerdem gilt die von der UEFA praktizierte Local-Player-Regelung zur Nachwuchs-Förderung. Dazu hat das UEFA-Exekutivkomitee am 2. Februar 2005 eine Regel verabschiedet, die ab der Spielzeit 2006/07 vorschreibt, dass die an UEFA-Klubwettbewerben teilnehmenden Klubs eine Mindestzahl lokal ausgebildeter Spieler in ihrem Kader haben müssen. Seit 2008/09 müssen bei den an der UEFA Champions League und der UEFA Europa League teilnehmenden Vereinen mindestens acht lokal ausgebildete Spieler im Kader stehen, der auf 25 Akteure begrenzt ist. Als „lokal ausgebildet“ gelten Spieler, die – unabhängig von ihrer Nationalität – im Alter von 15 bis 21 Jahren mindestens drei Jahre bei ihrem Stammverein oder einem Verein desselben Nationalverbandes ausgebildet wurden (sog. „Eigengewächse“). Bis zur Hälfte der lokal ausgebildeten Spieler müssen aus dem betreffenden Verein selbst stammen. Die anderen müssen entweder ebenfalls aus diesem Klub stammen oder aus einem Verein desselben Nationalverbandes. Diese Regel der UEFA zielt darauf ab, die Ausbildung junger Spieler aus der Region zu fördern. Die Vereine sind jedoch nicht verpflichtet, eine bestimmte Anzahl lokal ausgebildeter Spielern auch einzusetzen. Die Trainer werden bei der Wahl ihrer Aufstellungen nicht eingeschränkt.

#### Bewertung
Die Regelung trägt den Belangen der im europäischen Wettbewerb stehenden großen Klubs auf eine möglichst freizügige Mannschaftsgestaltung Rechnung. So können nun theoretisch deutsche Profivereine mit elf Nicht-UEFA-Ausländern antreten. Tatsächlich betrug im Januar 2016 der durchschnittliche Ausländeranteil in den Mannschaften der 1. Bundesliga 49,2 %. Damit lag Deutschland an 9. Stelle in den UEFA-Ländern.
Die zwölf deutschen Lizenzspieler waren schon in den vergangenen zwei Saisons in nicht wenigen Clubs mit Zählkandidaten aufgefüllt worden, die dann nur in der jeweiligen zweiten Mannschaft in den Amateurligen eingesetzt wurden. Nicht selten gehören diese Spieler beiden Mannschaften an, also den Profis (zur Erfüllung der 12er-Regelung) und den Amateuren (wo sie tatsächlich eingesetzt wurden). Denn eine Verpflichtung zum tatsächlichen Einsatz deutscher Spieler besteht weiterhin nicht.
Ähnliches könnte für die Local-Player-Regelung gelten; hier können die Klubs zur Regelerfüllung zwei bis vier selbstausgebildete Spieler als Lizenzspieler weiterbeschäftigen, ohne dass diese in Profi-Pflichtspielen zum Einsatz kommen. Von Kritikern wird diesbezüglich vor allem eingewandt, dass die DFL nicht die von der UEFA vorgeschlagene Regelung übernommen hat, wonach die Kaderobergrenze für Profimannschaften bei 25 Spielern liegen soll, wie es in der UEFA Europa League und der UEFA Champions League bereits Vorschrift ist.

### Regelungen im französischen Fußball
Die Vereine der Ligue 1 dürfen in der Saison 2006/07 bis zu vier (in Ligue 2: zwei) Spieler unter Vertrag nehmen, die nicht aus einem der Staaten des EWR oder einem mit der EU assoziierten Gebiet stammen. Diese dürfen bei Ligaspielen auch gleichzeitig eingesetzt werden. Spieler aus Frankreichs überseeischen Besitzungen beziehungsweise Regionen, Doppelstaatsbürger und eingebürgerte („naturalisierte“) Kicker fallen nicht unter diese einschränkende Klausel.
Siehe auch: Ligue 1#Die französische Liga als Magnet für ausländische Spieler

### 6+5-Regel der FIFA
Am 30. Mai 2008 wurde von der FIFA die so genannte 6+5-Regel beschlossen. Diese Regel besagt, dass in nationalen Vereinsmannschaften mindestens sechs einheimische Spieler eingesetzt werden müssen. Die Regel sollte im Jahr 2013 in Kraft treten, die FIFA hat davon aber inzwischen wieder Abstand genommen.

## Ausländerregelungen im deutschen Tischtennis
Zu der Ausländerregelung im deutschen Tischtennissport siehe Artikel DTTB.

## Ausländerregelung in der German Football League
In der German Football League (GFL) unterscheidet man zwischen europäischen (E-Spieler) und nicht-europäischen Ausländern (A-Spieler). Ein GFL-Team darf nur acht A-Spieler haben, davon dürfen jedoch nur sechs an einem Spiel teilnehmen und nur zwei gleichzeitig auf dem Feld stehen. In den darunter liegenden Ligen dürfen maximal sechs A-Spieler in einem Team sein und davon nur vier an einem Spiel teilnehmen, davon maximal zwei gleichzeitig. In den Jugendmannschaften ist der Einsatz auf einen A-Spieler je Spielzug begrenzt. Insgesamt dürfen GFL-Teams 12 Ausländer mit Spielpass haben, wovon acht an einem Spiel teilnehmen dürfen und drei gleichzeitig auf dem Feld stehen dürfen. Ausländer müssen deutlich mit einem A bzw. E am Helm und Trikot markiert sein.

## Ausländerregelung im Canadian Football
1936 führte die Canadian Rugby Union eine Begrenzung auf fünf Importspieler ein. Um im Grey Cup zu spielen, mussten diese zusätzlich mindestens ein Jahr in Kanada wohnen. Mitte der 1950er wurde die Anzahl auf 10 pro Team erhöht, wovon jedoch maximal acht in einem Spiel auflaufen durften. 1964 wurde mit der Begrenzung der Kader auf 30 Spieler die Anzahl der Importspieler auf 13 angehoben. 1965 wurde die Anzahl auf 14 erhöht. 1968 wurde der zusätzliche Designated Import eingeführt. Dieser durfte im Verlauf eines Spiels einen anderen Importspieler ersetzen, welcher danach nicht mehr eingewechselt werden durfte. 1970 änderte die Canadian Football League die Regelung dahingehend, dass bei Anwendung auf Quarterbacks der ausgewechselte Spieler beliebig oft wieder eingewechselt und ausgetauscht werden konnte. 1972 wurde der Roster auf 33 Spieler und davon maximal 15 Importspieler erhöht, sowie später auf 34 und davon maximal 15 Imports. 1986 wurden die Roster auf 19 Non-Import-, 13 Importspieler und drei Quarterbacks beliebigen Status begrenzt. 1988 wurden die Roster auf 20 Non-Imports, 14 Imports und 2 Quarterbacks begrenzt. Einer der Importspieler musste als Designated Import geführt werden und durfte nur bei den Special Teams spielen. 1990 durften trotz Erhöhung des Kaders auf 37 Spieler weiterhin nur 14 Importspieler auflaufen. 2002 wurde die Anzahl der Importspieler mit der Kadervergrößerung auf 40 Spieler auf 18, davon zwei als Designated Imports, angehoben. Die Designated Imports durften nun neben den Special-Teams-Spielzügen auch wieder einen anderen Importspieler ersetzen. 2006 wurde die Anzahl auf 19 Importspieler bei 42 Kaderplätzen erhöht. Seit 2014 gibt es 20 Plätze für Importspieler, davon vier als Designated Import. 2019 führte die CFL Global Players ein, Spieler die weder aus den USA noch aus Kanada kommen. Jedes Team muss mindestens einen, ab 2020 zwei, Global Player im aktiven Kader haben.
Vor 1964 galten Importspieler als naturalized Non-Imports, wenn die Person die letzten fünf Jahre in Kanada lebten. Ab 1964 waren Non-Imports Personen mit kanadischer Staatsbürgerschaft oder Personen, die die letzten fünf Jahre und mindestens 13 der ersten 21 Lebensjahre in Kanada wohnten. Die Regeländerung galt jedoch nicht für Spieler, die bereits vor 1964 unter Vertrag standen (vgl. Bestandsschutz). Seit 2014 ist ein Importspieler eine Person, die nicht die kanadische Staatsbürgerschaft besaß, als sie ihren ersten Vertrag unterschrieb, nicht als Non-Import-Spieler vor dem 31. Mai 2014 klassifiziert wurde und nicht fünf Jahre der ersten 18 Lebensjahre in Kanada verbrachte.